# Marian Wesołowski (pilot)
Marian Jan Wesołowski (ur. 25 sierpnia 1913 w Lubartowie, zm. 5 lipca 1942 w Woodvale) – pilot, kapitan lotnictwa Wojska Polskiego, dowódca dywizjonu 308, kawaler Virtuti Militari.

## Życiorys
W 1935 r. został awansowany na stopień podporucznika rezerwy. 15 października 1937 r. został przeniesiony z 4. pułku lotniczego do 5. pułku lotniczego. W 1938 r. został awansowany na stopień kapitana.
Po wybuchu II wojny światowej walczył jako zastępca dowódcy 151. eskadry myśliwskiej. Po zakończeniu wojny obronnej przedostał się do Francji. Od 1 marca 1940 r. przechodził szkolenie w szkole pilotażu myśliwskiego w Avord. Po ukończeniu szkolenia wszedł w skład klucza dowodzonego przez kpt. Bronisława Kłosińskiego, którego zadaniem była obrona miasta Bourges i znajdujących się tam zakładów zbrojeniowych. 24 maja z dwoma innymi pilotami przechwycił wyprawę bombową Luftwaffe. W wyniku zestrzelony został jeden Heinkel He 111, Wesołowski musiał przymusowo lądować po uszkodzenia silnika przez strzelców He 111. 5 czerwca brał udział w grupowych walkach, w wyniku których Polacy zestrzelili 3 He 111. W trakcie kampanii francuskiej uzyskał 14/15 zestrzelenia pewnego.
Po zakończeniu walk został ewakuowany przez Algier i Casablankę do Wielkiej Brytanii, gdzie zgłosił się do służby w Polskich Siłach Powietrznych. Otrzymał numer służbowy RAF P-0603. Został skierowany na przeszkolenie na sprzęcie angielskim a następnie otrzymał przydział do dywizjonu 607. W trakcie bitwy o Anglię nie wykonał żadnego lotu bojowego, 14 sierpnia 1941 r. został przeniesiony do dywizjonu 308. 
W locie bojowym 14 sierpnia uzyskał pewne zestrzelenie Me 109, 29 sierpnia uszkodził następnego Messerschmitta. Kolejne pewne zwycięstwo nad Me 109 uzyskał 21 września. 11 grudnia 1941 r. został dowódcą dywizjonu w miejsce kpt. pil. Mariana Pisarka. 9 stycznia 1942 r. wykonywał lot treningowy w parze z por. pil. Kazimierzem Dolicherem, po starcie z bazy RAF Woodvale. Jego Supermarine Spitfire Mk IIa (nr ser. P8206) zderzył się z samolotem Dolichiera. W wyniku zderzenia maszyna Wesołowskiego uderzyła w ziemię w rejonie lotniska, por. Dolicher wylądował na uszkodzonej maszynie (Spitfire, nr P7745). Wesołowski został pochowany na cmentarzu w Formby.
Na liście Bajana został sklasyfikowany na 97. pozycji z wynikiem 2 14/15 pewnych zestrzeleń i 2 1/15 uszkodzonych samolotów niemieckich. 

## Ordery i odznaczenia
Za swą służbę otrzymał odznaczenia:
- Krzyż Srebrny Virtuti Militari nr 9363,
- Krzyż Walecznych – dwukrotnie,
- Medal Lotniczy.